# Die Haut des Anderen
Die Haut des Anderen (Originaltitel: Avec la peau des autres) ist ein französisch-italienischer Agentenfilm von Jacques Deray aus dem Jahr 1966. Die Handlung spielt in Wien zur Zeit des Kalten Krieges.

## Handlung
Pascal Fabre wird vom französischen Geheimdienst nach Wien geschickt. Er soll dort herausfinden, ob sein alter Kollege Margery, der die Wiener Sektion des Dienstes leitet, ein doppeltes Spiel treibt. Margery, dem das Pflaster in Wien zu heiß geworden ist, will sich mit Anna, seiner Geliebten, nach Italien absetzen, doch sowjetische Agenten unter der Führung von Chalieff entführen die beiden. Margery wird verhört, verrät aber nichts. In der Zwischenzeit gelingt es Fabre mit Hilfe des Kaffeehausbesitzers Kern, einen Mikrofilm zu finden, hinter dem die Russen her sind. Fabre stellt Chalieff eine Falle, mit der er ihn aus dem Weg schaffen kann. Margery, der für sich keine Zukunft mehr sieht, bringt sich um, während Fabre Anna befreien kann. Bei einem von Margery zuvor noch mit Hoffmann, einem für den französischen Geheimdienst arbeitenden Bahnangestellten verabredeten Treffen, zu dem Fabre in "der Haut des Anderen" erscheint, erfährt er, dass Margery seine Informationen an den chinesischen Geheimdienst verkaufen wollte. Fabre verhilft Anna zur Flucht in die Schweiz, er selbst kehrt nach Frankreich zurück.

## Kritik
„Ein im Handlungsablauf etwas wirres, aber weitgehend spannendes Spionage-Abenteuer, das in seiner nüchternen, atmosphärisch dichten Gestaltung weitgehend die Klischees der Gattung zu vermeiden versteht.“

„Agententhriller mit erfreulich geringer Anzahl an den in diesem Genre üblichen Schablonen. Dennoch Einwände, weil Mord nicht als Mord gebrandmarkt wird, in wessen Auftrag immer er geschieht.“